# 狂徒创作群
狂徒創作群曾是臺灣大宇資訊股份有限公司旗下遊戲製作小組，以「狂徒創作群，再現永恆經典」為口號，創造出許多經典華文遊戲。著名的作品有仙劍奇俠傳初代（新＆舊）以及大富翁系列二到五代，還有與軒轅劍遊戲系列製作小組DOMO共同研發的仙劍奇俠傳二代。狂徒創作群創立於1993年，為大宇資訊有限公司（尚未改制為股份有限公司）遷移到台北市忠孝東路後正式成立。並於2002年，仙劍奇俠傳二開發中時解散，剩餘狂徒創作群成員與DOMO小組繼續完成開發仙劍奇俠傳二，仙劍奇俠傳二開發完成後，大宇資訊將遊戲製作研發部門小組制改為三部分立制，將所有研發人員編制成企劃部門、程式部門、美術部門，依照各遊戲開發專案，再從各部門調度研發人員。狂徒創作群名稱正式消失於之後所開發或再版的遊戲封面以及說明書中。

## 製作群名單

### 企劃人員
1. 謝崇輝（無責任企劃、前狂徒組長、狂徒創名者）

### 美術人員
1. 顧立汎（小胖、前狂徒組長）

### 程式人員
1. 姚壯憲（姚仙、前狂徒組長）

## 作品
- 仙劍奇俠傳系列
  - 1995年 仙劍奇俠傳（DOS版）
  - 1997年 仙劍奇俠傳（Windows 95版）
  - 1997年 仙劍奇俠傳（98柔情篇）
  - 1999年 仙劍奇俠傳（SEGA Saturn版）
  - 2000年 仙劍奇俠傳 （世紀回顧紀念版）
  - 2001年 新仙劍奇俠傳
  - 2002年 仙劍奇俠傳：永恆回憶錄
  - 2003年 仙劍奇俠傳二（與DOMO小組聯合製作）

- 大富翁系列
  - 1993年 大富翁2
  - 1996年 大富翁3
  - 1998年 大富翁4
  - 1999年 大富翁典藏版 
    - 2000年 大富翁4資料片：大富翁4超時空之旅

  - 2001年 大富翁5
    - 2001年 大富翁5資料片：大富翁5之忍太郎之奪寶奇謀

- 199X年 扑克俱乐部
- 199X年 魔法世纪
- 1994年 正宗台湾十六张麻将
- 1999年 正宗台湾十六张麻将2
- 199X年 霹雳狂刀影音多媒体(與霹靂多媒體公司合作)
- 2000年 疯狂摇摇杯
- 2000年 霹雳奇侠传(與霹靂多媒體公司合作)